# Paride Romagnoli
Paride Romagnoli (Giubiasco, 20 marzo 1909 – Genova, 10 agosto 1992) è stato un lottatore italiano.

## Biografia
Nato a Giubiasco, nel Canton Ticino, in Svizzera, nel 1909, gareggiava nella lotta libera, nella classe di peso dei pesi leggeri (66 kg).
A 27 anni partecipò ai Giochi olimpici di Berlino 1936, nei pesi leggeri, passando il 1º turno ai punti contro l'australiano Dick Garrard e il 2º per schienata battendo il belga Jean Lalemand, prima di subire 2 sconfitte nei turni successivi, entrambe ai punti, rispettivamente contro l'ungherese Károly Kárpáti, poi oro, e contro il tedesco Wolfgang Ehrl, poi argento, e chiudere 7º.